# Silent Waters (album, Amorphis)
Silent Waters je osmi studijski album finske Heavy Metal skupine Amorphis, izdan leta 2007.

## Seznam pesmi
1. Weaving The Incantation - 4:57
2. A Servant - 3:35
3. Silent Waters - 4:50
4. Towards and Against - 4:59
5. I of Crimson Blood - 5:05
6. Her Alone - 6:01
7. Enigma - 3:34
8. Shaman - 4:55
9. The White Swan - 4:49
10. Black River - 3:49
11. Sign - 4:33